# Duenos-Inschrift

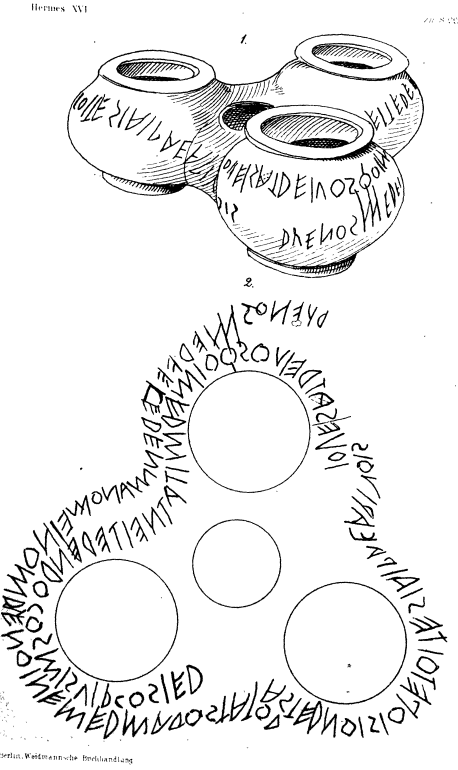
Zeichnung der Duenos-Inschrift

Die Duenos-Inschrift ist einer der ältesten bekannten Texte in Frühlatein und wird auf die erste Hälfte des 6. Jahrhunderts v. Chr. datiert.
Die Inschrift befindet sich auf einer Vase (Kernos), die 1880 von Heinrich Dressel auf dem Quirinal-Hügel in der italienischen Hauptstadt Rom entdeckt wurde. Das Gefäß befindet sich heute in der Antikensammlung Berlin (Inv. Nr. 30894,3). Die Inschrift ist nach dem ersten Wort der dritten Textzeile benannt.

## Interpretation
Der Text ist schwer zu übersetzen, da nur sehr wenige Zwischenräume vorhanden und die Buchstaben schlecht zu unterscheiden sind.
Im Folgenden sind die drei Textzeilen der Vase aufgeführt. Im Rahmen des Möglichen werden die Zeilen nach Meiser schrittweise ausgelegt. Für jede Zeile wird
a. die direkte Abschrift,
b. die direkte Abschrift mit möglichen Längestrichen und Wortunterbrechungen,
c. eine mögliche Deutung im klassischen Latein und
d. eine deutsche Übersetzung dieser Auslegung
aufgeführt.
Zeile 1:
a. IOVESATDEIVOSQOIMEDMITATNEITEDENDOCOSMISVIRCOSIED
b. iouesāt deiuōs qoi mēd mitāt, nei tēd endō cosmis vircō siēd
c. Iurat deos, qui me donat, ni in te comis virgo sit
d. Es beschwört bei den Göttern, wer mich schenkt: wenn das Mädchen dir nicht geneigt sein sollte,
Zeile 2:
a. ASTEDNOISIOPETOITESIAIPACARIVOIS
b. as(t) tēd noisi o(p)petoit esiāi pācā riuois
c. at te (...) paca rivis
d. sondern dich (...) besänftige mit [diesen] Strömen.
Zeile 3:
a. DVENOSMEDFECEDEN MANOMEINOMDVENOINEMEDMALOSTATOD
b. duenos mēd fēced en mānōm einom duenōi nē mēd malos tatōd
c. bonus me fecit in manum (...); bono ne me malus clepito.
d. Ein Guter hat mich gemacht zu gutem Ergehen (?); dem Guten soll mich nicht ein Böser stehlen!